# Alexandra Föderl-Schmid

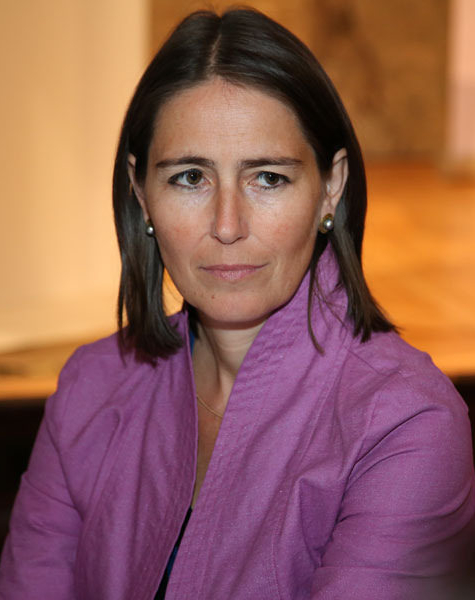
Alexandra Föderl-Schmid (2014)

Alexandra Föderl-Schmid, geborene Schmid (* 30. Jänner 1971 in Haslach an der Mühl, Oberösterreich), ist eine österreichische Journalistin. Von 2007 bis 2017 war sie Chefredakteurin und von 2012 bis 2017 auch Co-Herausgeberin der Wiener Tageszeitung Der Standard. Für die Süddeutsche Zeitung ist sie seit 2017 tätig, zuerst bis 2020 als Korrespondentin in Israel, von 2020 bis Juli 2024 als stellvertretende Chefredakteurin, seit September 2024 als Nachrichtenchefin in München.

## Leben
Alexandra Schmid wuchs in Klaffer am Hochficht im Mühlviertel auf und absolvierte von 1981 bis 1989 das Gymnasium in Rohrbach. Sie schrieb bereits während ihrer Schulzeit Beiträge für die Mühlviertler Nachrichten (heute BezirksRundschau) und die Oberösterreichischen Nachrichten.
Schmid studierte Publizistik, Politikwissenschaft und Geschichte an der Universität Salzburg. Ihren ersten Artikel für den Standard verfasste sie im Juni 1990 als Innenpolitik-Journalistin in Linz. In ihrer Diplomarbeit mit dem Titel Journalismus ist in der Realität ein Männerberuf beschäftigte sie sich mit dem Arbeitsmarkt im Medienbereich in Oberösterreich. 1993 heiratete Schmid den damaligen Chefredakteur des deutschen Nachrichtensenders n-tv Markus Föderl‑Höbenreich.
Von 1993 bis 2004 war Föderl-Schmid Korrespondentin des Standard in Berlin. 1996 wurde sie mit der Arbeit Vom Monopol zum Markt: zehn Jahre duales Rundfunksystem in Deutschland bei Hans Heinz Fabris promoviert. 2003 übernahm sie den stellvertretenden Vorsitz und 2004 als erste Frau den Vorsitz des Vereins der Ausländischen Presse in Deutschland.
Föderl-Schmid verbrachte 2005 mit einem von der Austria Presse Agentur (APA) verliehenen Alfred-Geiringer-Stipendium einen dreimonatigen Studienaufenthalt am Green College der Universität Oxford. Von April 2005 bis März 2006 war Föderl-Schmid Brüssel-Korrespondentin des Standard, ehe sie als Leiterin des Wirtschaftsressorts nach Wien wechselte. Im Juli 2007 wurde sie beim Standard als erste Frau Chefredakteurin einer österreichischen Tageszeitung. Zwischen 2007 und 2013 war sie auch als Autorin und Rezensentin politischer und historischer Bücher für die Europäische Rundschau tätig. Sie hat Beiträge zu Anthologien geliefert, die von ehemaligen Spitzenpolitikern der Sozialdemokratischen Partei Österreichs (Hannes Androsch, Heinz Fischer) herausgegeben worden sind.
Zwischen 2008 und 2017 war Föderl-Schmid die erste Moderatorin der Reihe Europa im Diskurs im Wiener Burgtheater. Sie war von 2008 bis 2014 Vorstandsmitglied des International Press Institute und von 2010 bis 2012 Mitglied der UNESCO-Jury, die jährlich den Preis für Pressefreiheit vergibt. Im Oktober 2012 wurde Föderl-Schmid Co-Herausgeberin des Standard. Nach der Zusammenlegung der Print- und Onlinesparten im Juli 2013 leitete sie die gemeinsame Redaktion. Im Sommersemester 2013 war sie Inhaberin der Theodor-Herzl-Dozentur für Poetik des Journalismus der Universität Wien. Seit 2017 ist sie Mitglied im Advisory Board des Reuters Institute for the Study of Journalism in Oxford, das unter anderem jedes Jahr den Digital News Report herausgibt.
Ende August 2017 beendete Föderl-Schmid ihre Tätigkeit für den Standard. Von Anfang November 2017 bis Ende Juni 2020 war sie Korrespondentin der Süddeutschen Zeitung (SZ) in Israel. Ab dem 15. Juli 2020 war sie dort stellvertretende Chefredakteurin. Föderl-Schmid war häufige Teilnehmerin der ORF-Sendung Pressestunde und bis 2017 regelmäßige Interviewerin in der Ö1-Sendung Im Gespräch.
Nach einem Bericht des Branchenmagazins Medieninsider im Dezember 2023, dass Föderl-Schmid journalistisch nicht korrekt arbeite, beauftragte die SZ im Februar 2024 eine externe Kommission mit der Prüfung der Vorwürfe – bestehend aus dem Ex-Chefredakteur des Spiegel Steffen Klusmann, der Leiterin der Deutschen Journalistenschule Henriette Löwisch und dem Journalistikprofessor Klaus Meier. Anfang Februar 2024 zog sich Föderl-Schmid vorerst aus dem Tagesgeschäft der SZ zurück. Die Kommission kam im Mai 2024 zu dem Ergebnis, dass „insgesamt betrachtet [...] dieser Fall weit entfernt von einem Plagiatsskandal“ sei. Die SZ-Chefredaktion erklärte, dass es auch um Verstöße gegen die journalistischen Standards der Zeitung gehe, über die man nicht hinwegsehen könne. Im Juli 2024 kehrte Föderl-Schmid zurück. Sie gab ihre Stelle in der Chefredaktion ab. Die SZ gab bekannt, dass sie als Nachrichtenchefin im September 2024 ihre Arbeit für die Zeitung fortsetzen werde.
Bezüglich ihrer Doktorarbeit von 1996 bat Föderl-Schmid die Universität Salzburg, diese hinsichtlich der von Stefan Weber erhobenen Plagiatsvorwürfe zu überprüfen. Webers Gutachten war vom rechtspopulistischen Medienportal Nius im Dezember 2023 in Auftrag gegeben worden. Die Universität erklärte im April 2024, dass die Überprüfung der Dissertation „kein relevantes wissenschaftliches Fehlverhalten“ ergeben habe.

## Auszeichnungen

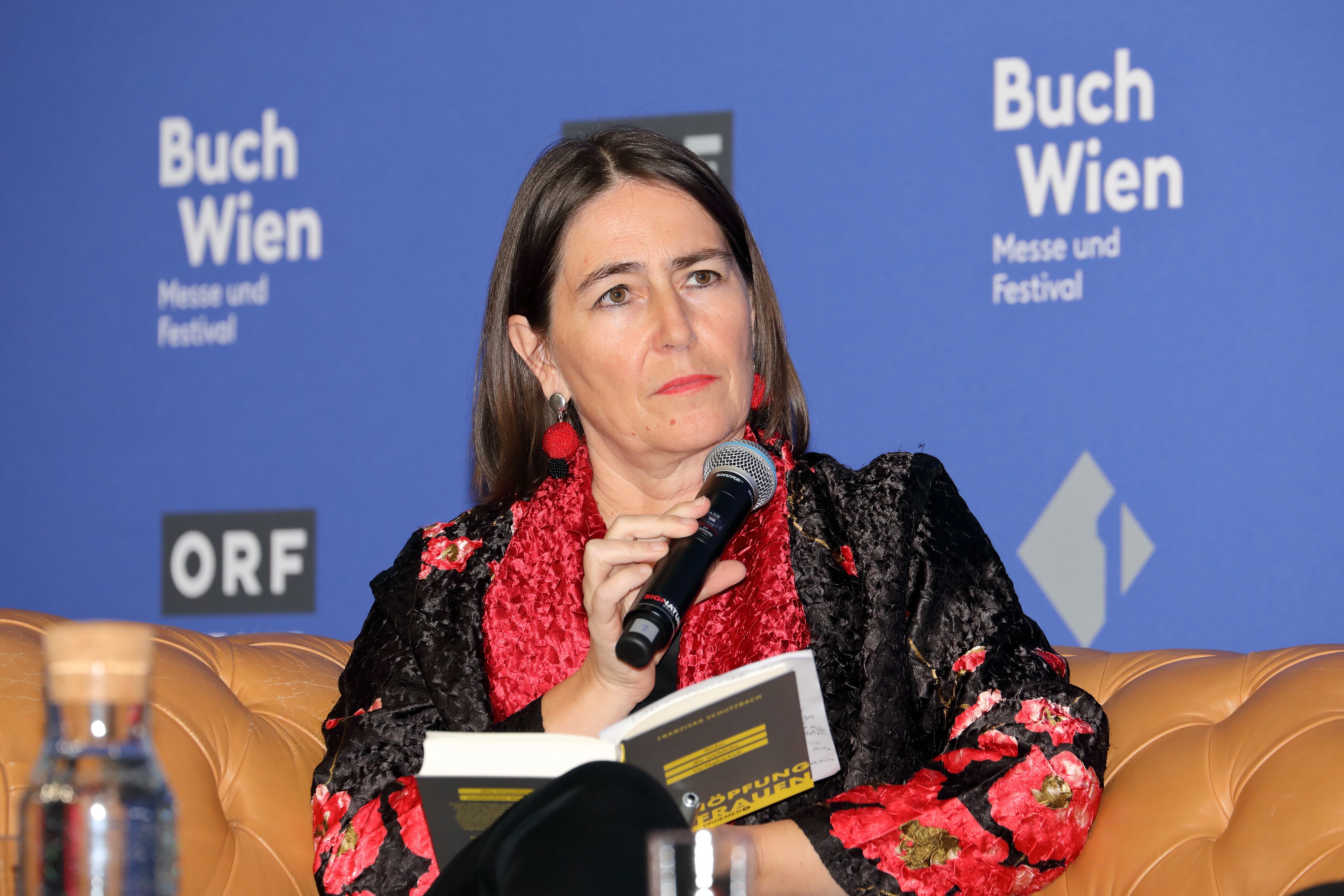
Alexandra Föderl-Schmid auf der Buch Wien 2022

- 2012: Kurt-Vorhofer-Preis für Politikjournalismus[29]
- 2017: Österreichischer Verfassungspreis[30]
- 2018: Ari-Rath-Preis für kritischen Journalismus[31]
- 2023: Goldene Medienlöwin[32]

## Publikationen
- mit Michael Kerbler: Václav Havel. Der samtene Revolutionär, Wieser Verlag, Klagenfurt 2010, ISBN 978-3-85129-865-9
- Journalisten müssen supersauber sein. Anspruch und Wirklichkeit in der Medienwelt, Picus Verlag, Wien 2013, ISBN 978-3-7117-2004-7
- 12. März 1989: Tim Berners-Lee skizziert das World Wide Web. In: Hannes Androsch / Bernhard Ecker / Manfred Matzka (Hg.): 1814-1914-2014. 14 Ereignisse, die die Welt verändert haben. Brandstätter Verlag, Wien 2014, ISBN 978-3-85033-807-3
- Vorbild für die AfD: die FPÖ. In: Christian Nawrocki / Armin Fuhrer (Hg.): AfD – Bekämpfen oder ignorieren?: Intelligente Argumente von 14 Demokraten. Kellner-Verlag, Bremen 2016, ISBN 978-3-95651-121-9
- Big Bang durch Big Data. In: Hannes Androsch/Heinz Fischer/Bernhard Ecker (Hg.): 1848 – 1918 – 2018: 8 Wendepunkte der Weltgeschichte. Christian Brandstätter Verlag, Wien 2017, ISBN 978-3-7106-0142-2
- Flüchtlinge als Sündenböcke in Europa und Israel, Picus-Verlag, Wien 2018, ISBN 978-3-7117-3011-4
- Unfassbare Wunder: Gespräche mit Holocaust-Überlebenden in Deutschland, Österreich und Israel, mit Fotografien von Konrad Rufus Müller, Böhlau Verlag, Wien/Köln/Weimar 2019, ISBN 978-3-205-23226-1